# 安曇比羅夫
安曇比羅夫（—663年）是日本飛鳥時代的外交官和武將。姓連，安曇為他的氏，名比羅夫，位階為大錦中。
安曇比羅夫在舒明天皇在位期間曾出使百濟。641年，舒明天皇駕崩後，安曇比羅夫於翌年擔當接待百濟弔使的任務，並迎百濟王子翹岐而歸。661年，唐朝進攻高句麗，天皇應百濟將軍鬼室福信、黑齒常之的請求，決定出兵百濟。662年，安曇比羅夫擁立百濟王子扶餘豐璋為百濟王，率水軍170隻戰船前往百濟。
後來，安曇比羅夫隨同倭軍參加了白江口之戰，並在該戰中陣亡。日本人為了紀念他，將他祭祀於長野縣安曇野市的穗高神社，尊稱為安曇連比羅夫命。該神社於每年9月27日安曇比羅夫陣亡之日舉行御船祭，以紀念他。